# Okerknolcollybia
De okerknolcollybia (Collybia cookei) is een schimmel behorend tot de familie Tricholomataceae. Hij leeft saprotroof in grof strooisel en humus. Meestal ook op dode, gemummificeerde resten van paddenstoelen, zoals melkzwammen, russula's, reuzenzwam, elzenweerschijnzwam, etc.

## Kenmerken
Hoed
De hoeden van jonge paddenstoelen zijn ongeveer bolvormig, maar worden al snel convex tot afgeplat bij volwassenheid en bereiken een diameter van 2-9 mm. De hoedrand is naar binnen gerold of gekruld als hij jong is, maar wordt recht naarmate hij ouder wordt. De hoedkleur is wit tot creme. 
Lamellen
De lamellen zijn wit, recht of bochtig aangehecht tot licht aflopend. Ze hebben een kleur die lijkt op de hoed.
Steel
De witachtige steel is overal even breed, meestal niet recht maar met rondingen. De steel is 2-5 cm lang en 0,3-1,0 mm dik. Het bovenste deel van het steeloppervlak kan bedekt zijn met wat lijkt op een wit poeder, en er zijn dunne haartjes nabij de basis. De stelen zijn afkomstig van een geelbruin sclerotium dat tot 6 mm lang is. Het sclerotium varieert in vorm van ongeveer bolvormig tot amandelvormig tot onregelmatig, en het oppervlak is vaak gerimpeld en ontpit.
Geur en smaak
De paddenstoel heeft geen kenmerkende geur of smaak en de eetbaarheid is onbekend.

### Microscopische kenmerken
Bij afzetting is de sporekleur wit. De sporen zijn glad, ellipsvormig tot traanvormig, hyaliene (doorschijnend), inamyloïde en meten 3,9–5,2 × 2,6–3,3 μm. De basidia (sporendragende cellen in het hymenium) zijn viersporig en hyaliene, met afmetingen van 16–20 × 4–5 μm. Ze hebben gespen aan hun basis. Er zijn geen cystidia aan de randen (cheilocystidia) of vlakken (pleurocystidia) van de lamellen. De opstelling van de hyfen in het hymenoforale weefsel varieert van regelmatig tot verweven. De cuticula van de hoed is een cutis (een soort weefsel waarbij de hyfen min of meer evenwijdig aan het oppervlak zijn gerangschikt), gevormd door hyfen met septen, met een diameter van ongeveer 4 tot 9 μm. In de hyfen zijn gespen aanwezig. Het sclerotium is gemaakt van hyfen met geel pigment in hun wanden die in dwarsdoorsnede pseudoparenchymateus lijken te zijn (compact verweven kortcellige hyfen die lijken op parenchym van hogere planten), en heeft een diameter van 5 tot 10 μm.

## Ecologie
Zoals alle leden van het geslacht Collybia, groeit C. cookei op de goed verteerde, zwartgeblakerde overblijfselen van paddenstoelen, zoals soorten Russula, Meripilus giganteus en Inonotus hispidus. Vruchtlichamen groeien soms op goed vergaan hout of rijke humus. De vruchtlichamen groeien verspreid, geclusterd of in groepen. Een veldonderzoek uitgevoerd in de buurt van een messingfabriek in Zweden onthulde dat verontreiniging met zware metalen weinig effect had op het uiterlijk van de paddenstoel, mogelijk omdat het substraat van gedeeltelijk ontbonden vruchtlichamen een lagere metaalconcentratie heeft dan de onderliggende bovengrond.

## Verspreiding
Collybia cookei komt voor in Europa, Azië (Japan) en Noord-Amerika. De Europese verspreiding strekt zich uit in noordelijke richting tot aan de poolcirkel en de Lofoten-eilanden. De soort is wijd verspreid in Noord-Amerika; in 1998 werd voor het eerst melding gemaakt van Mexico. De schimmel maakt deel uit van gemengd bos] dat wordt gedomineerd door esp en coniferen in bergachtige en subalpiene omgevingen. In Nederland was het een onderdeel van een van de drie gemeenschappen van saprobische schimmels die geassocieerd worden met bermen (het land tussen de wegrand en de aangrenzende muur, omheining of haag) beplant met zomereik (Quercus robur); de bermen ondersteunden ook de groei van de paddenstoel Russula ochroleuca, een host van C. cookei.
In Nederland komt de okerknolcollybia zeer algemeen voor. Hij staat niet op de rode lijst en is niet bedreigd.